# Wolin (gmina)
Wolin – gmina miejsko-wiejska w Polsce, w północno-zachodniej części województwie zachodniopomorskim, w powiecie kamieńskim. Siedzibą gminy jest miasto Wolin.
Według danych z 31 grudnia 2016 r. gmina miała 12 248 mieszkańców.
Gmina stanowi 32,5% powierzchni powiatu. W skład gminy wchodzi 49 miejscowości, tworząc 30 sołectw.

## Położenie
Gmina Wolin leży w północno-zachodniej części województwa zachodniopomorskiego, w środkowej części powiatu kamieńskiego. Obejmuje wyspę Wolin oraz część leżącą na stałym lądzie – na wschód od cieśniny Dziwny. Od północy granicę wyznacza Morze Bałtyckie, od południa Zalew Szczeciński.
Sąsiednie gminy:
- Dziwnów, Golczewo, Kamień Pomorski i Międzyzdroje (powiat kamieński)
- Przybiernów i Stepnica (powiat goleniowski)

## Demografia
W roku 1990 struktura ludności gminy Wolin była efektem powojennych migracji, w tym wysiedleń ludności niemieckiej i zasiedlania tych terenów przez Polaków. Większość mieszkańców miasta i gminy Wolin urodziła się w ówczesnym województwie szczecińskim. Z innych województw pochodziło 30,5% mieszkańców, natomiast 6,5% ludności zamieszkałej na terenie miasta i gminy Wolin urodziło się poza obecnymi granicami Polski, z czego większość osiedliła się na obszarach wiejskich. W 1990 roku średnia gęstość zaludnienia gminy wynosiła 38 osób na km², co było znacznie mniejszą wartością w porównaniu do średniej obliczonej dla ówczesnego województwa szczecińskiego, która wynosiła 97 osób na km². W samym mieście Wolin gęstość zaludnienia wynosiła 321 osób na km².
Według danych z 30 czerwca 2012 roku gminę Wolin zamieszkiwało 12 462 osób

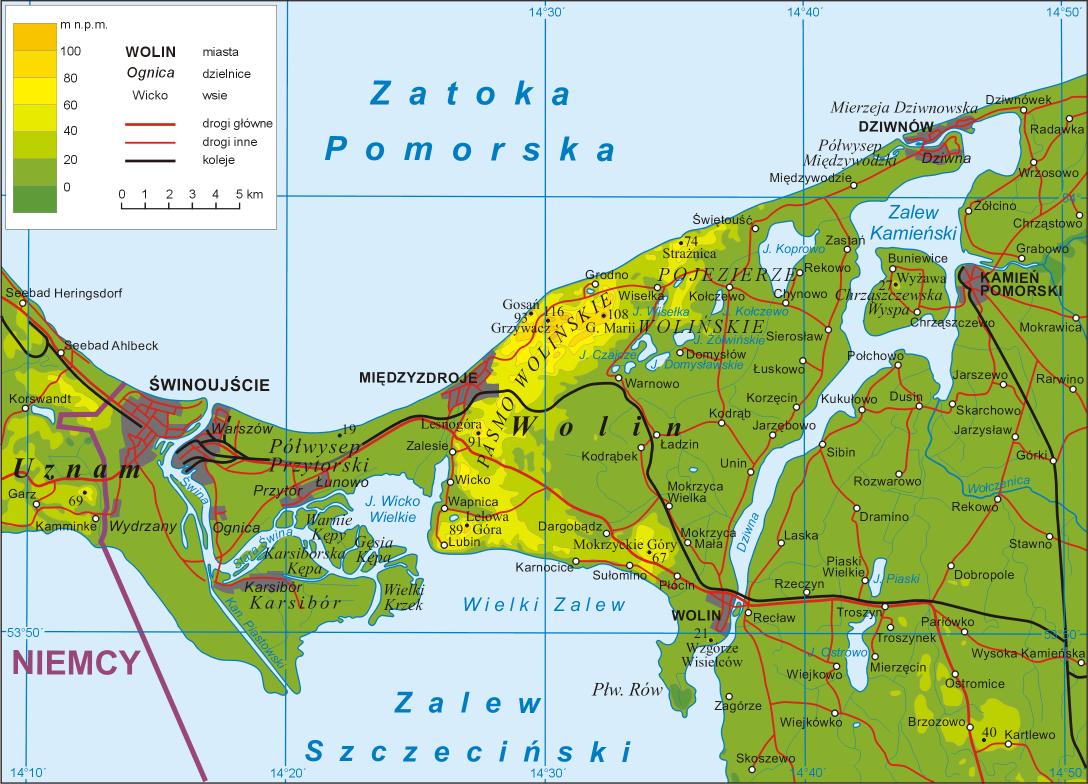
Mapa wyspy Wolin z zaznaczonym Wolinem

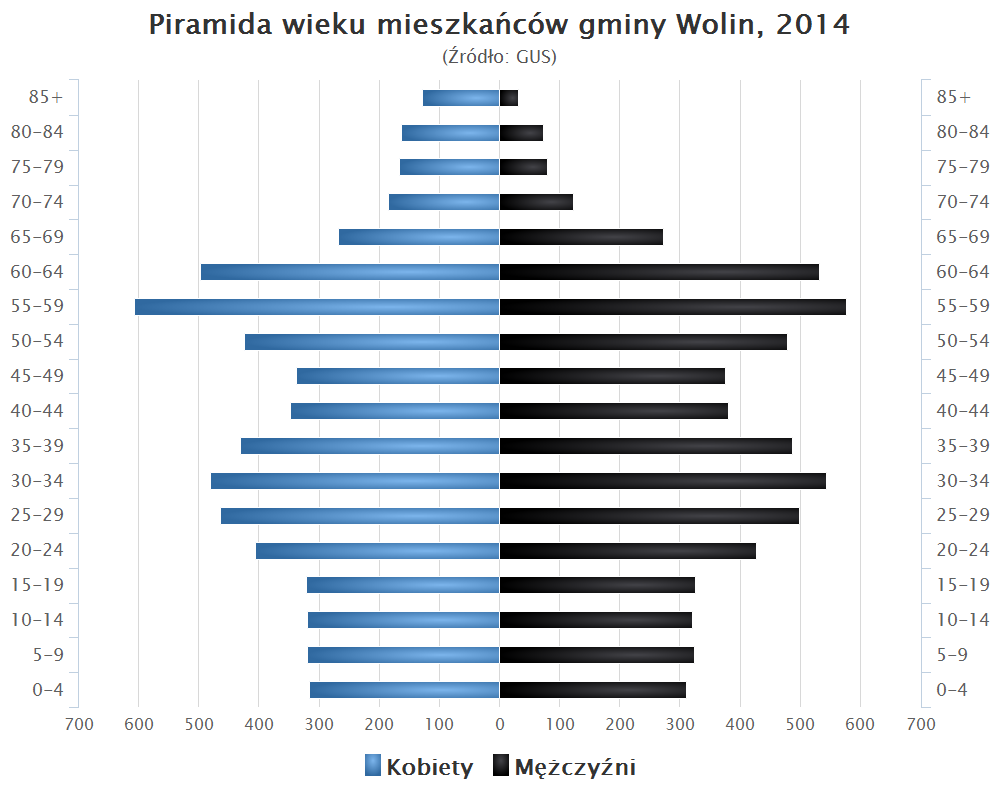
Piramida wieku mieszkańców gminy Wolin w 2014 roku

Liczba ludności (dane z 30 czerwca 2012):
|        | Ogółem | Ogółem | Kobiety | Kobiety | Mężczyźni | Mężczyźni |
| osób   | %      | osób   | %       | osób    | %         |           |
| ------ | ------ | ------ | ------- | ------- | --------- | --------- |
| Ogółem | 12 462 | 100    | 6274    | 50,35   | 6188      | 49,65     |
| Miasto | 4998   | 40,11  | 2568    | 20,61   | 2430      | 19,50     |
| Wieś   | 7464   | 59,89  | 3706    | 29,74   | 3758      | 30,16     |

▶Wieś vs ▶miasto
Ogółem (▶k, ▶m)
Miasto (▶k, ▶m)
Wieś (▶k, ▶m)

## Przyroda i turystyka
Gmina leży w regionach fizycznogeograficznych: Wyspy Wolin i Uznam oraz Równina Gryficka, częściowo nad Morzem Bałtyckim. Gmina jest przedzielona cieśniną Dziwną na dwie części. Zachodnia część, położona na Wyspie Wolin od zachodu sąsiaduje z Wolińskim Parkiem Narodowym, gmina obejmuje także fragment Zalewu Szczecińskiego. W okolicach Warnowa jest położony rezerwat przyrody Łuniewo. Jeziora: Czajcze, Domysłowskie, Żółwińskie i Kołczewo połączone kanałami z jeziorem Koprowo i Zalewem Kamieńskim tworzą kajakowy szlak turystyczny, po Dziwnie i Zalewie Szczecińskim pływają także większe jednostki. Przez wschodnią część, położoną na stałym lądzie, przepływa uchodząca do Zatoki Cichej (zatoka Dziwny) rzeka Grzybnica. Tworzy ona szlak kajakowy razem z jeziorami Piaski i Ostrowo (okolice wsi Troszyn). Tereny leśne zajmują około 22 procent powierzchni gminy, a użytki rolne 46 procent.

## Leśnictwo
Lesistość w gminie w roku 2012 wynosiła 21,9 procent. Powierzchnia lasów w gminie w 2012 roku wynosiła 7167,8 ha, z czego same lasy publiczne to 7058,2 ha. Znaczna część tych ziem należy do Skarbu Państwa, Lasów Państwowych i Agencji Nieruchomości Rolnych. Tylko 12,1 ha jest w posiadaniu gminy.

## Gospodarka
Po przemianach ustrojowych na początku lat 90. XX wieku zlikwidowano nierentowną „Cepeliankę” Spółdzielnię Pracy Rękodzieła Ludowego i Artystycznego, Wolińską Spółdzielnię Mleczarską (zatrudniała blisko 100 osób), Spółdzielnię Inwalidów „Pokój” i kilka mniejszych zakładów w Wolinie. W prywatne ręce przeszła – dziś już nieistniejąca – przetwórnia „Centrali Rybnej”. Znacznie ograniczyły swoją działalność Zakłady Spożywcze Gminnej Spółdzielni „Samopomoc Chłopska”. Ostały się: piekarnia i mały młyn, produkujące na potrzeby lokalne. Każdy z tych zakładów nie zatrudnia więcej niż kilkanaście osób. Są ponadto piekarnie w Wolinie, Troszynie i Wisełce oraz tartak w ZGKiM w Wolinie.
W roku 2012 na tysiąc mieszkańców przypadało 875 osób pracujących. W tymże roku zarejestrowanych jako bezrobotni było 1199 osób.

## Edukacja
W roku szkolnym 2012/13 w gminie znajdowało się sześć szkół podstawowych, do których uczęszczało 676 uczniów oraz dwa gimnazja, w których kształciło się 321 uczniów. W roku 2012 na terenie gminy było sześć bibliotek. Skorzystało z nich 1757 czytelników.

## Komunikacja
Przez gminę prowadzi droga krajowa nr 3 łącząca Wolin z Międzyzdrojami (14 km) oraz przez Parłówko (9 km) z Przybiernowem (19 km). Z Parłówka prowadzą także drogi wojewódzkie nr 107 do Kamienia Pomorskiego (16 km) oraz nr 108 do Golczewa (18 km). Odległość z Wolina do stolicy powiatu, Kamienia Pomorskiego, wynosi 25 km.
Wolin (stacja „Wolin Pomorski”) uzyskał połączenie kolejowe w 1892 r., po wybudowaniu linii z Goleniowa. 10 lat wcześniej powstała linia Szczecin-Goleniów. W 1899 r. otwarto odcinek do Międzyzdrojów, a do 1901 r. do Świnoujścia. W latach 1979–1980 cała linia została zelektryfikowana. W gminie czynnych jest 7 stacji: Parłówko, Troszyn, Recław, Wolin Pomorski, Mokrzyca Wielka, Ładzin i Warnowo.
W gminie czynnych jest 5 urzędów pocztowych: Wolin (nr 72-510), Troszyn (nr 72-511), Wisełka (nr 72-513), Kołczewo (nr 72-514) i Ładzin (72-518).

## Atrakcje turystyczne
Władze gminy pobierają opłatę miejscową od turystów na terenie miejscowości: Wolin, Wisełka, Świętouść, Kołczewo, Karnocice, Żółwino, Piaski Wielkie i Sułomino.

### W Wolinie

#### Zabytki
- wiatrak holenderski z XIX wieku
- Kolegiata św. Mikołaja w Wolinie

#### Miejsca
- ratusz w Wolinie z XIX wieku
- budynek poczty
- elewator zbożowy
- głaz pamiątkowy w miejscu nieistniejącego kościoła św. św. Wojciecha i Jerzego
- fragment murów obronnych z XIV wieku
- Muzeum Regionalne im. Andrzeja Kaubego
- stanowiska archeologiczne wokół miasta: Wzgórze Wisielców, Srebrna Góra, Młynówka
- pozostałości szwedzkich fortyfikacji bastionowych z XVII wieku

### Poza Wolinem
- Świętouść – miejscowość położona wśród lasów, pomiędzy Bałtykiem a zachodnim brzegiem jeziora Koprowo, będącego dawną zatoką morską.
- Pojezierze Wolińskie. Szlak biegnie obok 7 jezior: Łuniewo, Warnowo Zachodnie, Czajcze, Domysłowskie (pow. 52 ha, maks. gł. 7 m, brzegi piaszczyste, porośnięte trzciną), Żółwińskie (pow. 42 ha, maks. gł. 5 m, brzeg piaszczysty od str. pn.-wsch.), jezioro Wisełka i Kołczewskie. Wszystkie mają charakter polodowcowy i znajdują się na skraju wolińskiej moreny czołowej. Są to zbiorniki płytkie, a ich dna znajdują się poniżej poziomu morza. Jeziora łączy ze sobą Lewieńska Struga, która przez jezioro Koprowo odprowadza wodę do Dziwny.

## Administracja i samorząd
W 2016 r. wykonane wydatki budżetu gminy wynosiły 49 mln zł, a dochody budżetu 48,9 mln zł. Zobowiązania samorządu (dług publiczny) według stanu na koniec 2016 r. wynosiły 25 mln zł, co stanowiło 51,2% poziomu dochodów.
W roku 2012 dochody gminy na mieszkańca wyniosły 3072 zł.
Sołectwa gminy Wolin:
Chynowo, Dargobądz, Darzowice, Dobropole, Domysłów, Jarzębowo, Kodrąb, Kodrąbek, Kołczewo, Koniewo, Korzęcin, Laska, Ładzin, Łuskowo, Mokrzyca Mała, Mokrzyca Wielka, Ostromice, Piaski Wielkie, Płocin, Recław, Rzeczyn, Sierosław, Skoszewo, Troszyn, Unin, Warnowo, Wiejkowo, Wisełka, Zagórze, Zastań i Dramino.

## Miejscowości
MiastaWolin (miasto od 1278 r.)
WsieChynowo, Dargobądz, Darzowice, Dobropole, Domysłów, Dramino, Jarzębowo, Gogolice, Karnocice, Kodrąb, Kodrąbek, Kołczewo, Koniewo, Korzęcin, Laska, Ładzin, Łojszyno, Łuskowo, Mierzęcin, Mokrzyca Mała, Mokrzyca Wielka, Ostromice, Piaski Wielkie, Płocin, Rabiąż, Recław, Rekowo, Rzeczyn, Sierosław, Siniechowo, Skoszewo, Strzegowo, Sułomino, Troszyn, Troszynek, Unin, Warnowo, Wiejkowo, Wisełka, Zagórze, Zastań, Żółwino.
OsadyJagniątkowo, Jaromierz, Parłowo, Parłówko, Świętouść, Wiejkówko
PrzysiółkiJagienki

## Gminy partnerskie
- Venansault[13]
- Staffanstorp[10]
- Usedom[10]